# 魏續
魏續（？—？），東漢末年武將，是呂布部將，隨呂布轉戰各地。郝萌兵變被殺之後，由於魏續和呂布有親戚關係，因此呂布令魏續接掌高順兵權，高順只能在戰事才能統領。
呂布被圍於下邳，魏續和宋憲、侯成等反叛呂布，將陳宮、高順等人擒捉，投降曹操，致使呂布失敗及為曹操所殺。
呂布死後，魏續不見於史書記載，唯《三國演義》描寫他在官渡之戰時守衛白馬，與宋憲被袁紹手下大將顏良陣前斬首。

## 漫畫
- 《火鳳燎原》（陳某）:設定同宋憲、侯成為華雄部下，華雄死後改隨呂布，在徐州和司馬家約定叛呂投曹時為呂布妹夫並私通陳宮，使宋、侯二人因而被捕，在呂布大勢已去加上袁軍兵至易京而私放宋、侯二人，並與宋、侯二人擒下陳宮、呂布，在欲殺呂布時因奮不顧身營救呂布的高順及帶領「虎豹騎」入城的曹純所阻，在白馬之戰中為顏良殺害。